# Rezerwat przyrody Stawy Milickie

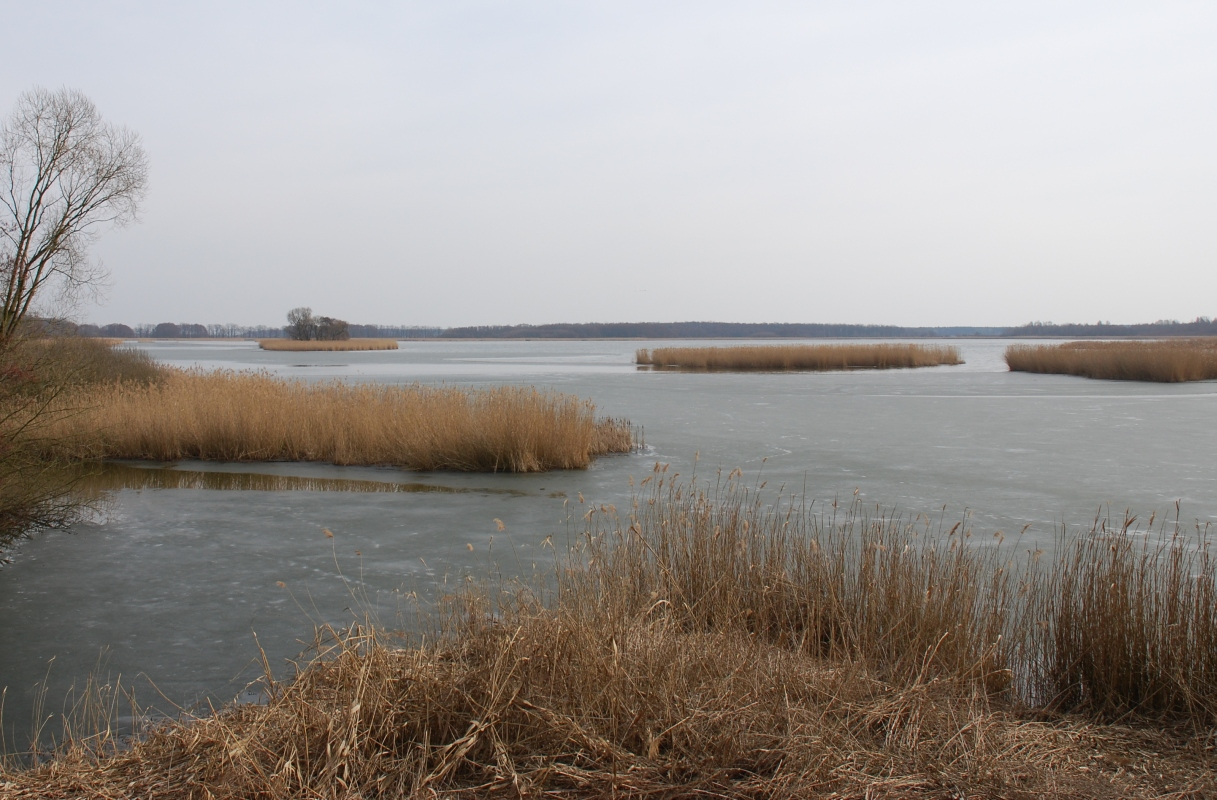
Staw Grabownica wczesną wiosną

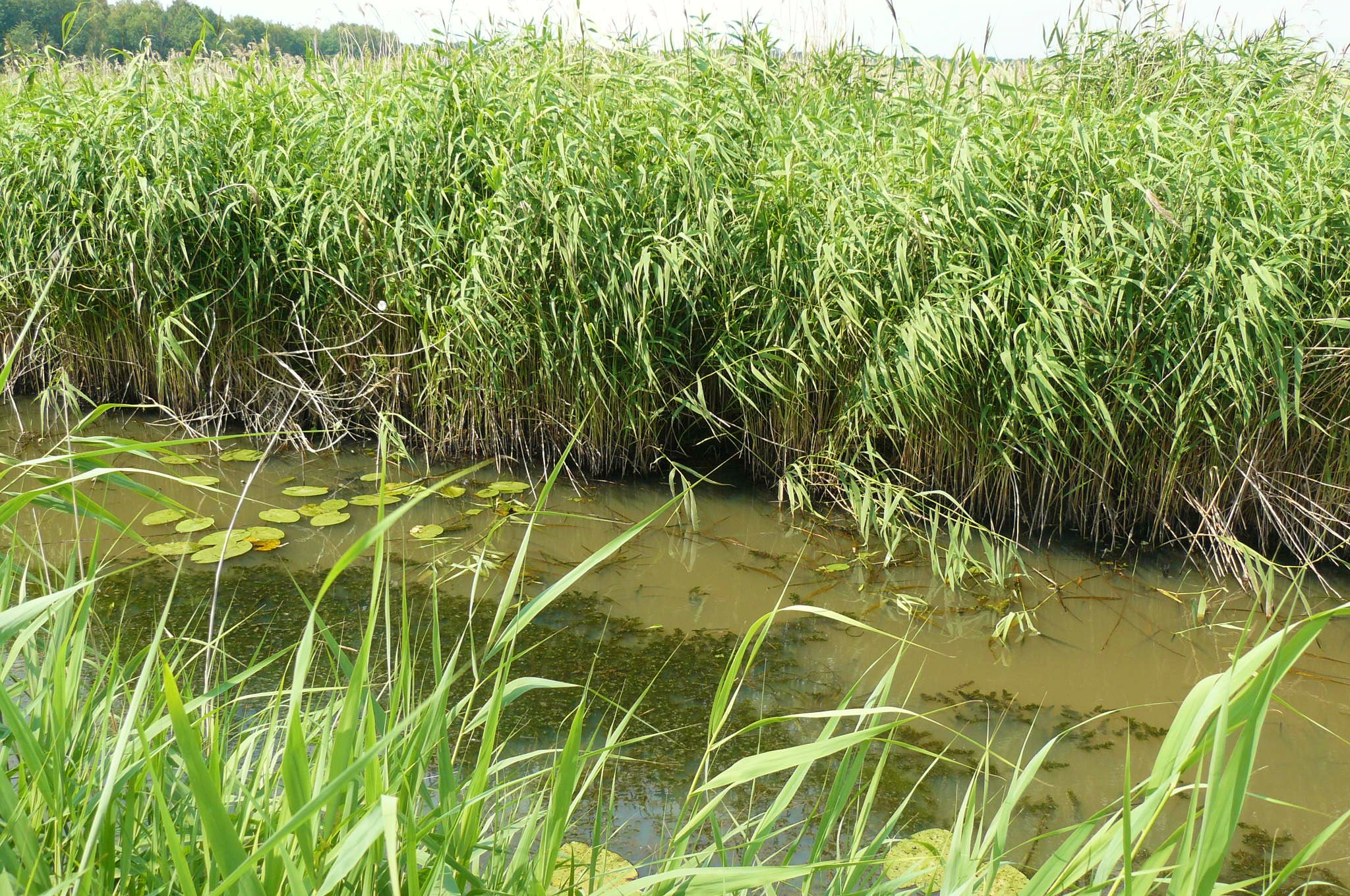
Szuwar nad stawem Golica

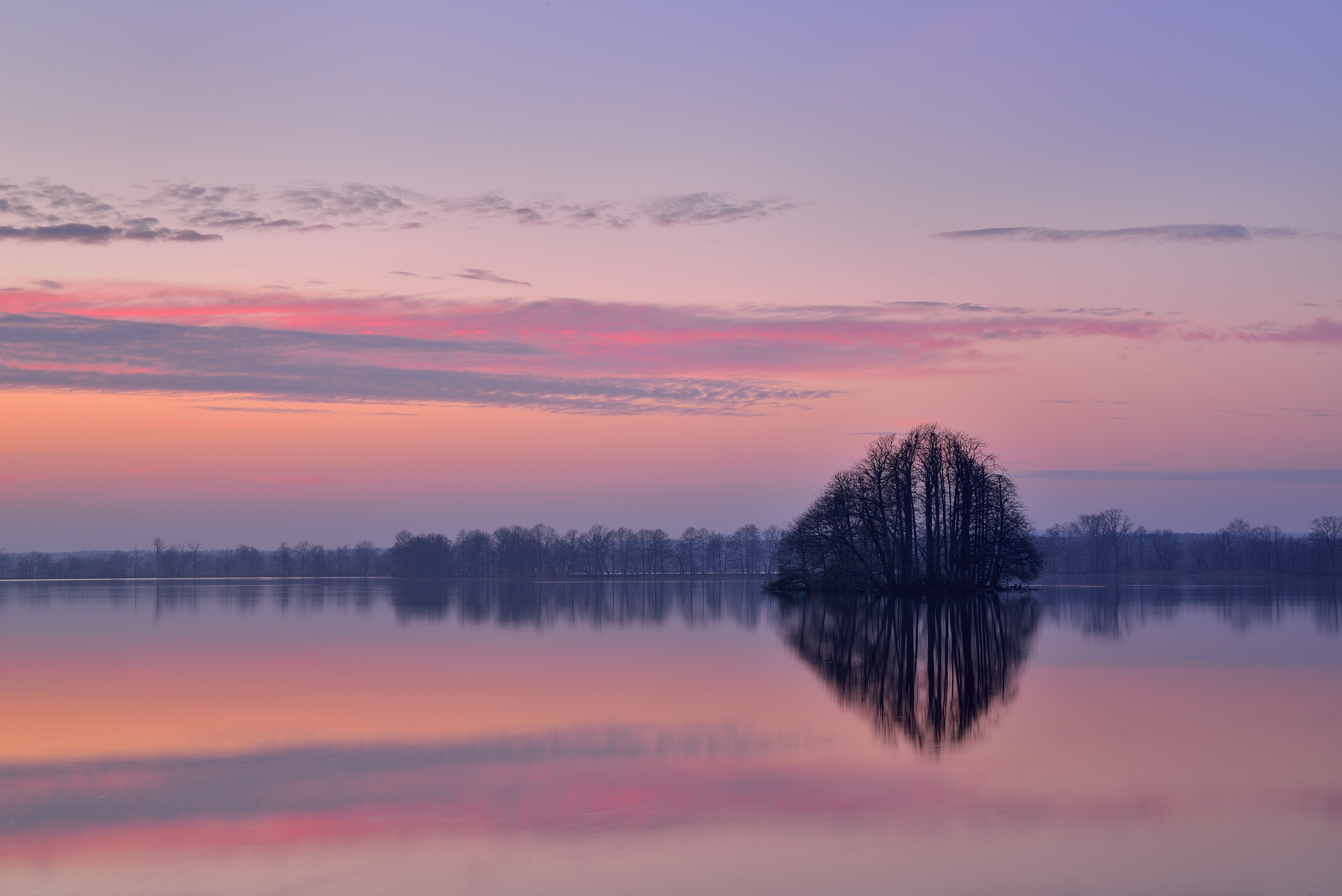
Stawy Milickie

Rezerwat przyrody Stawy Milickie – faunistyczny (ornitologiczny) rezerwat przyrody znajdujący się na terenie Doliny Baryczy, wchodzący w skład Parku Krajobrazowego Dolina Baryczy. Jest położony na terenie gmin Milicz i Żmigród w województwie dolnośląskim.

## Zasięg
Obejmuje pięć niezależnych kompleksów stawów, które położone są w środkowej i zachodniej części Parku Krajobrazowego. Są to:
- Kompleks Stawno
- Kompleks Radziądz
- Kompleks Ruda Sułowska
- Kompleks Jamnik
- Kompleks Potasznia

Utworzony 8 lipca 1963 roku na miejscu dużo większego obszaru ochrony częściowej leśno-wodnych kompleksów Doliny Baryczy. Powierzchnia rezerwatu wynosi 5298,15 ha (akt powołujący podawał 5302,40 ha). Obszar rezerwatu podlega ochronie czynnej i krajobrazowej.

## Awifauna
Tereny gniazdowe dla ok. 120 gatunków ptaków, a ok. 50 gatunków pojawia się w trakcie przelotów.
Niektóre z gatunków zaobserwowanych na terenie rezerwatu:

- kszyk
- cyraneczka
- gągoł
- podgorzałka
- kureczka nakrapiana
- łabędź niemy
- sieweczka rzeczna
- żuraw
- bielik
- bocian czarny
- czapla purpurowa
- czapla biała
- jastrząb
- kania czarna
- kania ruda
- kobuz
- rybołów
- trzmielojad

W roku 1995 rezerwat Stawy Milickie został wpisany na listę terenów chronionych w ramach konwencji ramsarskiej.

## Flora
W roku 2000 rezerwat Stawy Milickie znalazł się w programie Living Lakes jako jeden z unikatowych obszarów wodnych na świecie. Jest to jedno z trzynastu miejsc w Polsce wpisanych na tę listę, obejmującą łącznie ponad dwa tysiące obszarów.
Najbardziej rozpowszechnionym zespołem roślinnym rejonu stawów jest zespół szuwarowy zbudowany z wielkich bylin błotnych z dominującą trzciną pospolitą. Inne jego komponenty to: pałka szerokolistna, skrzyp bagienny, łączeń baldaszkowy, strzałka wodna, różne gatunki sitów (np. sit rozpierzchły, sit skupiony, sit członowaty), jaskier wielki i rdest ziemnowodny. Na powierzchni wody i w pobliżu brzegów rosną: grzybień biały, grążel żółty, żabiściek pływający, mozga trzcinowata, kropidło wodne, jeżogłówka gałęzista, jeżogłówka pojedyncza, manna mielec, szczaw lancetowaty, kosaciec żółty, jaskier wodny i pływacz zwyczajny. Dna porastają częstokroć podwodne łąki rdestnic. Występuje tam też rogatek sztywny oraz wywłócznik okółkowy. Na podmokłych brzegach masowo występuje knieć błotna, a mniej licznie jaskier płomiennik. W miejscach suchszych obecne są: smółka pospolita, firletka poszarpana, jaskier ostry, chaber łąkowy i trzcinnik lancetowaty. W wodach Stawów Milickich bytuje też około 250 gatunków glonów.